# Hiroshi H. Miyamura
Hiroshi "Hershey" Miyamura (Gallup, Nuevo México; 6 de octubre de 1925-Phoenix, Arizona; 29 de noviembre de 2022) fue un soldado del Ejército de los Estados Unidos y receptor de la Medalla de Honor, la más alta condecoración al valor del ejército de los Estados Unidos, por sus acciones durante la guerra de Corea. Fue uno de los dos últimos supervivientes de la Medalla de Honor de la guerra de Corea, junto con Ralph Puckett Jr. Mientras estuvo retenido como prisionero de guerra, la condecoración fue clasificada como alto secreto.

## Primeros años
Miyamura nació en Gallup, Nuevo México, hijo de Yaichi Miyamura (3 de junio de 1888-23 de diciembre de 1965) y Tori Matsukawa (10 de diciembre de 1896 - 20 de agosto de 1936), padres inmigrantes japoneses, lo que le convierte en un nisei, un japonés estadounidense de segunda generación. Sus padres se mudaron allí en 1923 y compraron un restaurante de 24 horas. Era el cuarto de nueve hijos. Su madre murió cuando él tenía 11 años. Recibió el apodo de "Hershey" porque uno de sus profesores no pudo pronunciar correctamente su nombre de pila.

## Carrera militar

### Segunda Guerra Mundial
Cuando Estados Unidos entró en la Segunda Guerra Mundial, el presidente Franklin D. Roosevelt ordenó la reubicación e internamiento de los japoneses-estadounidenses por temor a que algunos resultaran ser traidores. Sin embargo, para las comunidades situadas fuera de la delicada "zona militar" costera, esto no era obligatorio, y las autoridades locales no podían decidir lo que querían hacer. En Gallup, los residentes japoneses-americanos se quedaron solos.
Miyamura se alistó en el ejército de Estados Unidos en enero de 1945. Se ofreció como voluntario para formar parte del 100.º Batallón de Infantería, 442.º Regimiento de Infantería, totalmente nisei, donde se entrenó como ametrallador. Esta unidad del ejército estaba formada en su mayoría por japoneses-estadounidenses de Hawái y del continente. Fue dado de baja del ejército poco después de que Japón se rindiera. Posteriormente se alistó en la Reserva del Ejército de los Estados Unidos.

### Guerra de Corea
Miyamura fue llamado al servicio activo tras el inicio de la guerra de Corea, llegando a Corea del Norte en noviembre de 1950. Se le concedió la Medalla de Honor por sus acciones los días 24 y 25 de abril de 1951, al sur del río Imjin, cerca de Taejon-ni (Daejeon-ni) en el condado de Yeoncheon, mientras servía como cabo en el 2.º Batallón, 7.º Regimiento de Infantería, 3.ª División de Infantería. Durante un ataque nocturno de los chinos, vio que su escuadrón no podía aguantar mucho más, por lo que ordenó a sus hombres que se retiraran. Se quedó atrás para cubrir su retirada, matando a un mínimo estimado de cincuenta fuerzas chinas invasoras.
Miyamura fue capturado inmediatamente después de las acciones que condujeron a su premio. Mientras él y otros prisioneros de guerra (POWs) fueron obligados a marchar, ayudó a su amigo herido Joe Annello a seguir adelante, pero los norcoreanos le amenazaron con fusilarle si no dejaba atrás a Annello. Los prisioneros de guerra rezagados eran asesinados habitualmente. Miyamura se negó, pero el propio Annello convenció a Miyamura para que lo dejara. Annello sobrevivió a la guerra y más tarde visitó a Miyamura en Gallup. Los prisioneros de guerra fueron obligados a marchar 300 millas (480 km) durante cinco semanas con poca comida.
La de Miyamura fue la primera Medalla de Honor clasificada como Top Secret. Como explicó el general de brigada Ralph Osborne a Miyamura y a un grupo de periodistas al notificarles su medalla: "Si los rojos supieran lo que había hecho a un buen número de sus soldados justo antes de ser hecho prisionero, podrían haberse vengado de este joven. Podría no haber regresado".
Miyamura estuvo detenido durante 28 meses. Tras su liberación, el 20 de agosto de 1953, se le informó de que se le había concedido la Medalla de Honor y se le había ascendido a sargento. Fue repatriado a Estados Unidos y dado de baja honorablemente del ejército poco después. El presidente Dwight D. Eisenhower le entregó la medalla en octubre de 1953 en la Casa Blanca.

### Cita de la Medalla de Honor
Rango y organización: Cabo, Ejército de los Estados Unidos, Compañía H, 2.º Batallón, 7.º Regimiento de Infantería, 3ª División de Infantería
Lugar y fecha: Cerca de Taejon-ni, Corea, 24 y 25 de abril de 1951
Entró en servicio en: Gallup, N. Mex. Nacimiento: Gallup, Nuevo México
G.O. No.: 85, 4 de noviembre de 1953.

El cabo Miyamura, miembro de la compañía H, se distinguió por su destacada valentía e intrepidez más allá del deber en acción contra el enemigo. En la noche del 24 de abril, la Compañía H estaba ocupando una posición defensiva cuando el enemigo atacó fanáticamente amenazando con invadir la posición. El cabo Miyamura, jefe de la escuadra de ametralladoras, consciente del peligro inminente para sus hombres, saltó sin dudarlo de su refugio blandiendo su bayoneta en un combate cuerpo a cuerpo en el que mató a unos 10 enemigos. Al regresar a su posición, administró los primeros auxilios a los heridos y dirigió su evacuación. Cuando un nuevo asalto salvaje alcanzó la línea, se hizo cargo de su ametralladora y disparó de forma fulminante hasta que se agotó su munición. Ordenó a la escuadra que se retirara mientras él se quedaba atrás para inutilizar el arma. A continuación, se abrió paso a bayonetazos a través de los soldados enemigos infiltrados hasta un segundo emplazamiento del cañón y colaboró en su funcionamiento. Cuando la intensidad del ataque hizo necesaria la retirada de la compañía, el cabo Miyamura ordenó a sus hombres que se retiraran mientras él se quedaba para cubrir su movimiento. Mató a más de 50 enemigos antes de que se agotaran sus municiones y resultara gravemente herido. Mantuvo su magnífica posición a pesar de sus dolorosas heridas, y continuó repeliendo el ataque hasta que su posición fue invadida. La última vez que se le vio estaba luchando ferozmente contra un número abrumador de soldados enemigos. El indomable heroísmo del cabo Miyamura y su consumada devoción al deber reflejan la mayor gloria para él y mantienen las ilustres tradiciones del servicio militar.

## Vida personal y fallecimiento
Miyamura se casó con Tsuruko "Terry" Tsuchimori (13 de agosto de 1925-10 de diciembre de 2014). Tenía tres hijos y cuatro nietos. Una de sus nietas, Marisa, es oficial de las Fuerzas Aéreas de los Estados Unidos. Vivió en Gallup, Nuevo México, desde que fue dado de baja del ejército, donde estableció una carrera como mecánico de automóviles y propietario de una estación de servicio. Miyamura siguió apoyando activamente a sus compañeros veteranos, incluyendo su trabajo en el Proyecto Guerrero Herido. Miyamura fue miembro vitalicio de Veterans of Foreign Wars Post 1. En el Día de los Caídos de 2018, su historia fue representada durante el Concierto Nacional del Día de los Caídos en el Jardín Oeste del Capitolio de los Estados Unidos en Washington D. C.
En reconocimiento a las actividades de Miyamura que involucraban a los jóvenes de su comunidad, recibió el Premio al Liderazgo Comunitario del Director 2014 de la división de Albuquerque del FBI.
Como Gran Mariscal de la Semana Nisei 2014, Miyamura encabezó el Gran Desfile el 10 de agosto de 2014.
En noviembre de 2022, se anunció que Miyamura se unía a la Junta Nacional de la organización State Funeral for War Veterans (Funeral de Estado para Veteranos de Guerra), que se dedica a "convencer al Congreso de que apruebe una legislación para conceder un Funeral de Estado para los últimos galardonados con la Medalla de Honor de las Guerras de Corea y Vietnam, como saludo final a todos los hombres y mujeres que sirvieron."
Miyamura falleció en Phoenix, Arizona, el 29 de noviembre de 2022, a la edad de 97 años.

## Legado
En su ciudad natal, Gallup, Nuevo México, una zona lleva el nombre de Miyamura en su honor, al igual que la escuela secundaria Hiroshi H. Miyamura High School y el Miyamura Overpass, un enlace en la I-40.

### Condecoraciones militares[27]
|  | Insignia de Infantería de Combate                          |
|  | Medalla de Honor                                           |
|  | Medalla al Servicio Meritorio                              |
|  | Corazón Púrpura                                            |
|  | Medalla de Prisionero de Guerra                            |
|  | Medalla de Servicio en la Defensa Nacional                 |
|  | Medalla de servicio en la Guerra de Corea                  |
|  | Mención de la Unidad Presidencial de la República de Corea |